# RTP África
RTP África es un canal de televisión generalista coproducido por RTP para los habitantes de los países africanos de habla portuguesa: Angola, Cabo Verde, Guinea-Bissau, Mozambique y Santo Tomé y Príncipe.
Sus emisiones regulares comenzaron el 7 de enero de 1998 con la difusión por satélite y televisión terrestre en todos estos países, excepto Angola, en el que solo se puede recibir por satélite. También se distribuye en redes de cable en Portugal.
Producido en asociación con la televisión pública de los cinco países africanos de la CPLP (Comunidad de Países de Lengua Portuguesa), RTP África se complementa con RTP NET, un proyecto destinado a intercambio de programas y noticias entre Lisboa y las capitales regionales.
RTP África emite 24 horas al día, el público de los países africanos de la CPLP y Portugal tienen acceso simultáneamente a la misma programación, con especial énfasis en las noticias y los programas producidos en y para África diariamente, además de programación ya retirada de RTP. RTP África emite programación de la televisión pública y privada de las televisiones en portugués para el público africano. Existe un envío de programas de información y series producidas en Angola y los cineastas o películas de cinco países africanos de Mozambique africanos.
RTP África ha colaborado con las Naciones Unidas para la transmisión de programas de divulgación de la organización, por lo que es un factor importante para la ya mencionada organización.
Debido a ser una fuente independiente de información, a pesar de los fondos públicos portugueses, tenían problemas con el anterior gobierno de Guinea Bissau (a la izquierda debido a un golpe de Estado) y el Gobierno de Santo Tomé y Príncipe, debido a reportar irregularidades en respectivos gobiernos. 
La emisión de la RTP África llegó a ser interrumpida en noviembre de 2002 en Guinea Bissau para ser reanudada posteriormente. 

## Identidad Visual

Desde 2016

## Organización

### Dirección
Director de Programas de RTP África - José Arantes

### Delegaciones
- Angola - Paulo Catarro y Presbítero Lundange
- Mozambique - Ricardo Mota, Orfeu de Sá Lisboa, Ângela Chin y Fernando Victorino
- Cabo Verde - João Pereira da Silva, Nélio dos Santos y Hulda Moreira
- Guinea-Bissau - Fernando Gomes, Indira Correia Baldé y Ássimo Baldé
- Santo Tomé y Príncipe - Henrique Vasconcelos, Abel Veiga y Djamila Gomes